# Móra Ferenc utca
A Móra Ferenc utca Budapest I. kerületében található a Várnegyedben, az Úri utcát köti össze a Tóth Árpád sétánnyal.
Középkori és török uralom alatti neve nem ismert, a törökök után Francin Péter Pál kéményseprőé lett az utca déli házsorának keleti sarokháza, és róla nevezték el Kéményseprő utcának. Nemsokára az itt álló bástyáról Pastien Gassen, Pastey Gassel, majd Bastion Gasse (Bástya utca) lett a neve.
A keleti bejáratával szembeni Marczibányi-féle házban (ma Dísz tér 8.) létesült 1841-ben a Budavári Casino Egylet, és 1879-ben erről kapta az utca a Casino utca nevet. 1951-ben nevezték el Móra Ferencről.
2-4. számú háromhomlokzatos, romantikus stílusú lakóháza a Dísz tér felé emeletes, a Tóth Árpád sétány felé és a Móra Ferenc utcában kétemeletes. Ez a ház volt Francin Péter tulajdona a török uralom után, aki egy középkori házból emeltette, de azóta többször átépítették. 1869-ben Hofhauser Lajos alakította át saját magának. Itt lakott Móra Ferenc egyetemi évei alatt, 1897 és 1900 között. A főbérlő Péterfy Sándor tanügyi író volt. A ház sarkán 1945 óta emléktábla van. Egy másik tábla Meczner Lajos építésznek, a Várnegyed második világháború utáni egyik újjáépítőjének állít emléket.

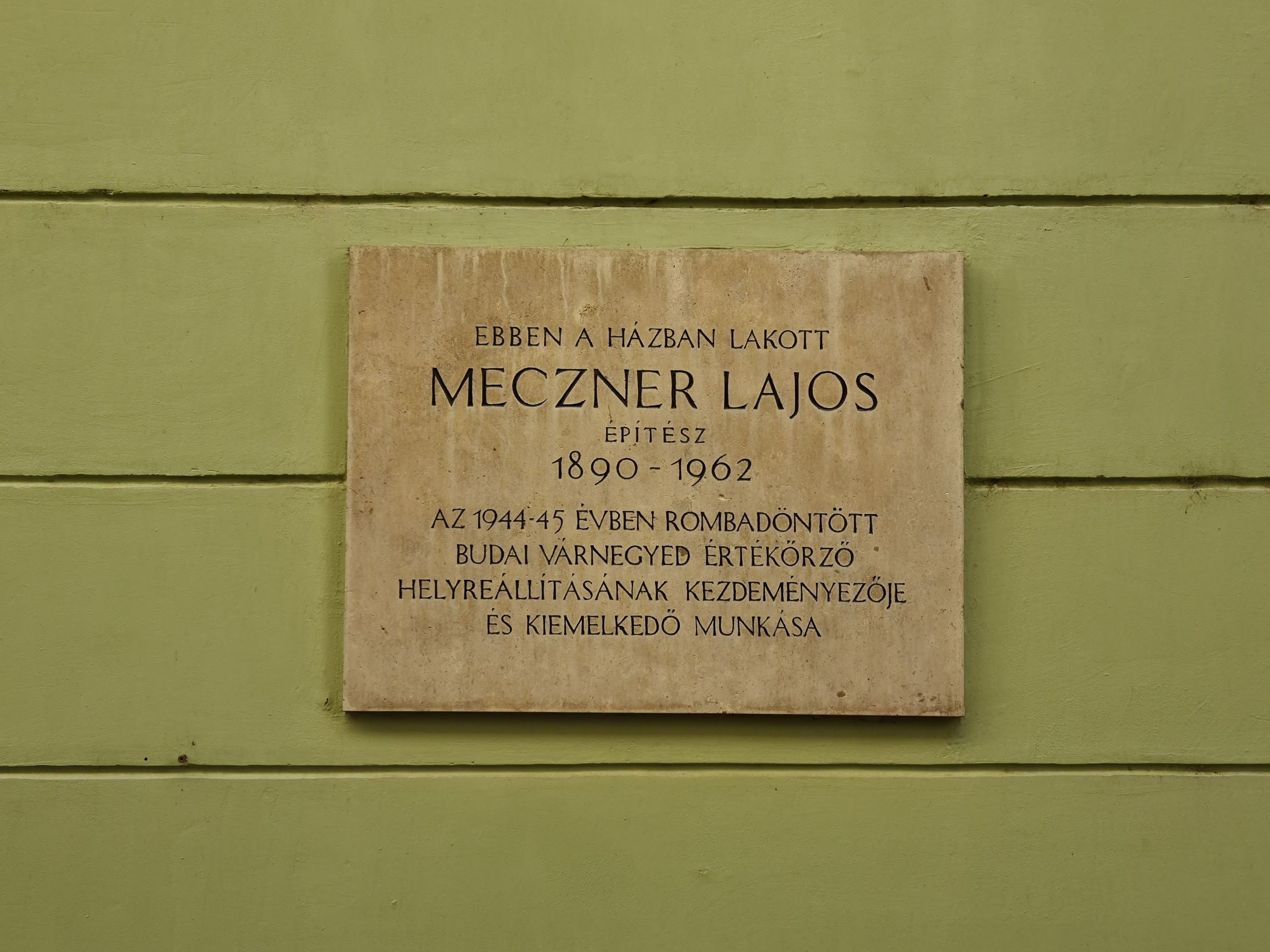
Meczner Lajos emléktáblája

## Az utca az irodalomban, filmekben
- Az utca és az egyik itteni lakás Kondor Vilmos magyar író Budapest novemberben című bűnügyi regényének egyik fontos helyszíne; az író nem mulasztja el megemlíteni, hogy a nyúlfarknyi utcát pár évvel korábban még Casino utcának nevezték.